# 高峪街道
高峪街道，是中华人民共和国辽宁省本溪市明山区下辖的一个乡镇级行政单位。

## 行政区划
高峪街道下辖以下地区：
新峪社区、高峪社区、德峪社区和锦峪社区。